# 普里德尼普良斯凯 (克雷门丘克区)

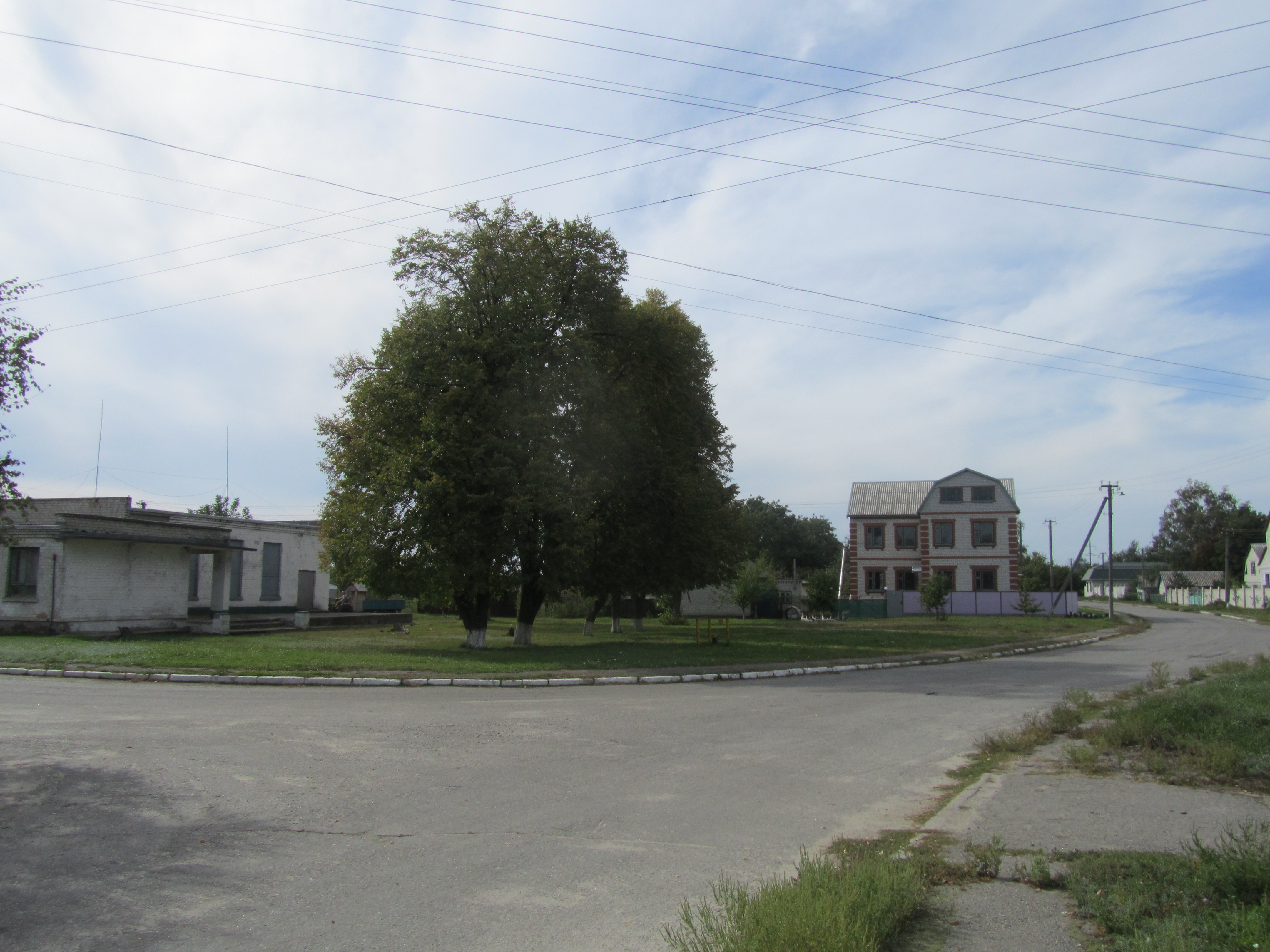

49°4′9″N 33°32′12″E / 49.06917°N 33.53667°E
普里德尼普良斯凯（羅馬化：Prydniprianske），2016年前称捷尔任斯凯（羅馬化：Dzerzhynske），是烏克蘭的村落，位於該國中部波爾塔瓦州，由克雷門丘克區負責管轄，距離波托基和小科赫尼夫卡2公里，海拔高度69米，2001年人口313。